# V Monocerotis
V Monocerotis är en pulserande variabel av Mira Ceti-typ (M) i Enhörningens stjärnbild.
Stjärnan varierar mellan visuell magnitud 6 och 13,9 med en period av 340,5 dygn.